# Дом А. И. Синицына в Благовещенском переулке
Доходный дом Синицына в Благовещенском переулке  — памятник архитектуры, находится в центре Москвы по адресу Благовещенский переулок, 3, строение 1 (Центральный административный округ).

## История
Шестиэтажный доходный дом строился для купца Александра Ивановича Синицына, главы акционерного общества и торгового дома «Щёлковской мануфактуры А. Синицын с сыновьями». Архитектор Сергей Гончаров (внучатый племянник жены А. С. Пушкина, отец художницы Н. С. Гончаровой) представил проект здания весной 1908 года, тогда же началось строительство. Оно шло с нарушениями и несколько бетонных сводов рухнули. Специальная комиссия осмотрела здание и постановила провалившиеся своды заменить новыми усиленными перекрытиями, что и было зафиксировано в постановлении городского Мирового суда в ноябре 1909 года. Однако по описи владения на март того же года дом уже значился построенным. Здание с подвалом и проездной аркой главным фасадом выходило на красную линию Благовещенского переулка. На первом этаже располагались правление и контора мануфактуры Синицына, его квартира находилась на пятом этаже. Остальные помещения доходного дома сдавались внаём. Сотрудничество фабриканта и архитектора на этом не закончилось. Александр Синицын был руководителем Комитета по постройке в Щёлкове Троицкого собора и его главным жертвователем. А проект храма, освященного в 1916 году, разрабатывал все тот же Сергей Гончаров.
После революции здание продолжало использоваться как жилое, два первых этажа занимала киностудия «Кино-Москва» режиссёра Александра Разумного, переданная им впоследствии Моссовету безвозмездно под детский сад. В начале семидесятых в здании провели капремонт с выселением жильцов, в доме установили лифты с целью приспособить его под административные нужды. В настоящее время в здании находятся офисы. Антресоль дома общей площадью почти 100 м² периодически выставляется на торги (в 2019 и в 2021 году), отмечается что будущий владелец обязан нести все охранные обязательства и проводить работы по сохранению объекта в течение пяти лет с момента купли-продажи. Все работы на объекте проводятся под контролем Мосгорнаследия.

## Архитектура
Здание построено в стиле модерн с элементами неоготики. Считается, что формы дома близки к формам «готических» доходных домов, строившихся на стыке 19-20 веков в Германии, уже охваченной модерном, или югендстилем, как его называли на немецкой земле. Среди готических элементов здания — треугольный аттик центральной фасадной плоскости, угловые шатровые башенки (одна утрачена при строительстве соседнего здания), стрельчатые арки-ниши и орнаменты. Здание визуально вытянуто при помощи декоративных вертикальных стоек, пространство между которыми заполнено кирпичной кладкой. Это также придает дому сходство со средневековым готическим замком. Цветовое решение многолико, впрочем сочетание разных фактур облицовки характерно для фасадов модерна. Дом Синицына в нижней части частично выложен однотонным «кабанчиком», в районе верхних этажей трёхцветная плитка складывается в шашечный узор на фасаде и присутствует в виде лилий на эркерах. Мотивы модерна перекликаются с готическими, а иногда спорят с ними, что вносит в облик здания некоторую дисгармоничность.

## Галерея

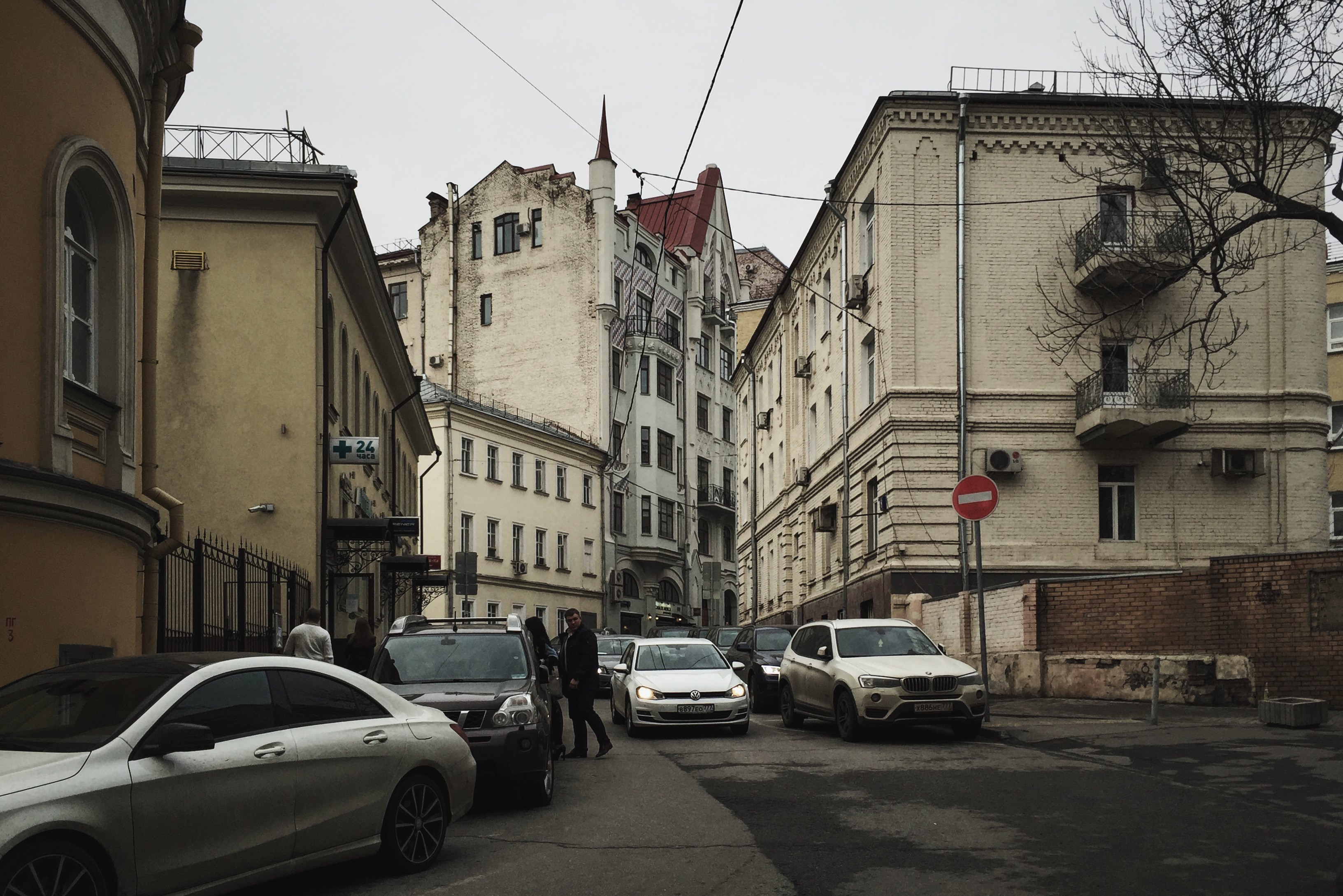
Вид на Благовещенский переулок и дом Синицына
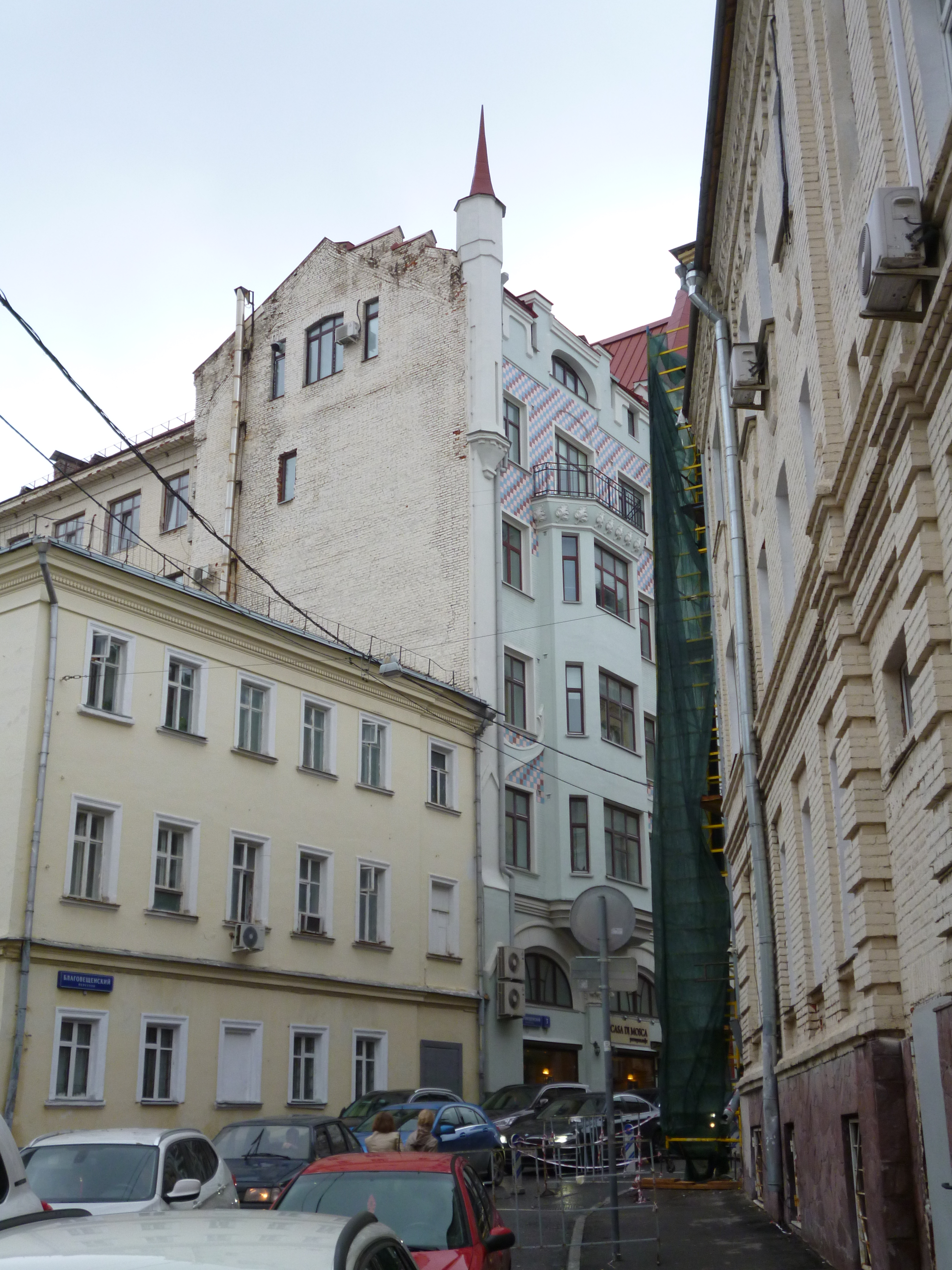
Доходный дом Синицына